# Région d'Aveiro
La Région d'Aveiro (en portugais : Região de Aveiro) est une communauté intermunicipale et une sous-région, située dans la Région Centre au Portugal.

## Histoire
Une association des municipalités autour de la Ria d'Aveiro voit le jour dès 1989 (Associação de Municípios da Ria). En 2004, l'Aire métropolitaine d'Aveiro (Associação de Municípios da Ria)  est instituée, en regroupant 12 municipalités. La communauté intermunicipale de la Région d'Aveiro dans sa forme actuelle est créée en 2008. Elle intègre alors Anadia mais perd les municipalités d'Oliveira de Azeméis et Vale de Cambra.
En 2021, la Région d'Aveiro compte 367 403 habitants.

## Municipalités

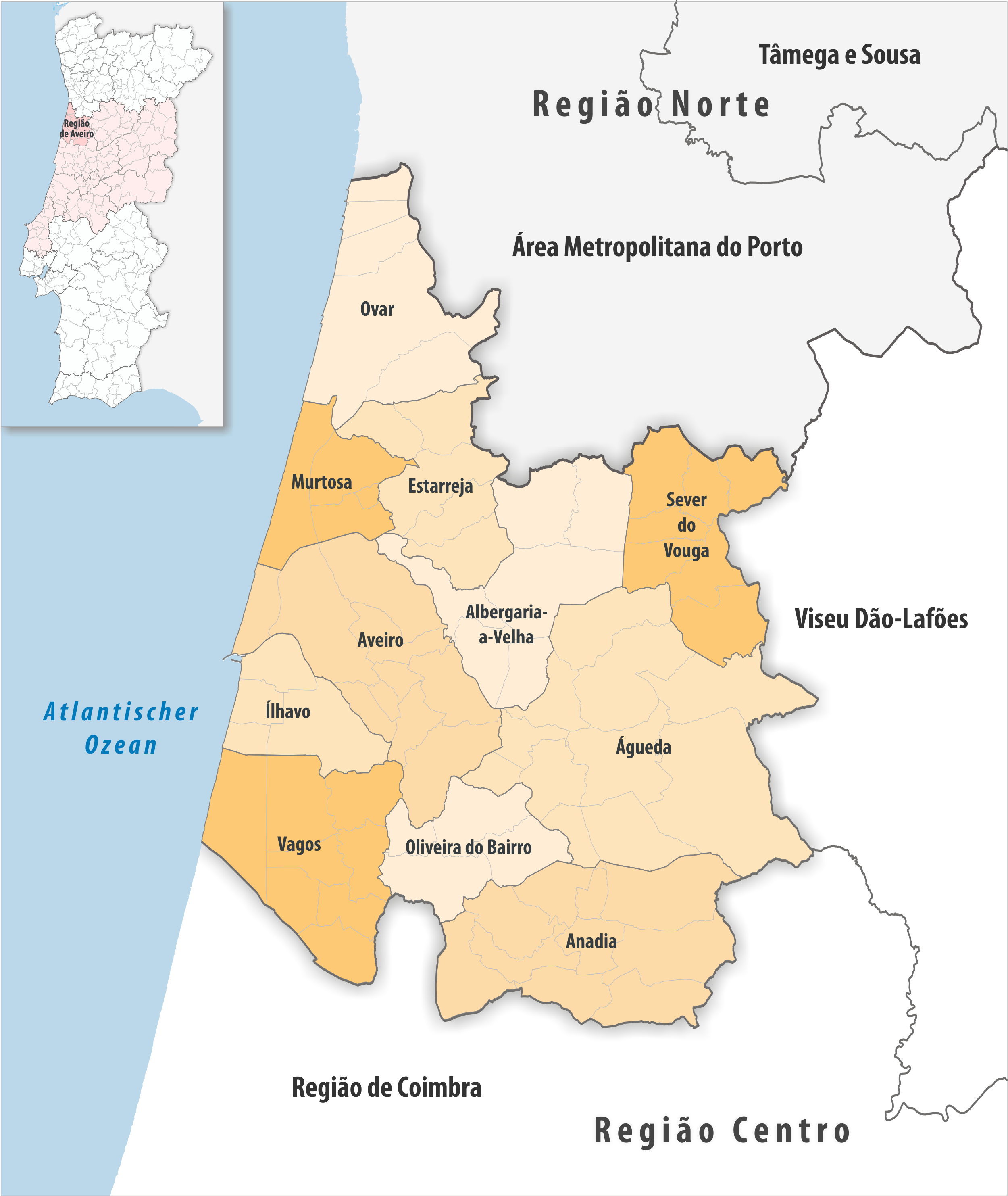
Carte des municipalités de la Région d'Aveiro.

La Région d'Aveiro regroupe 11 municipalités.
| Municipalité       | Pop. (2021) |
| ------------------ | ----------- |
| Águeda             | 46 119      |
| Albergaria-a-Velha | 24 840      |
| Anadia             | 27 532      |
| Aveiro             | 80 954      |
| Estarreja          | 26 213      |
| Ílhavo             | 39 235      |
| Murtosa            | 10 476      |
| Oliveira do Bairro | 23 132      |
| Ovar               | 54 953      |
| Sever do Vouga     | 11 063      |
| Vagos              | 22 886      |